# 赫尔穆特·胡巴赫

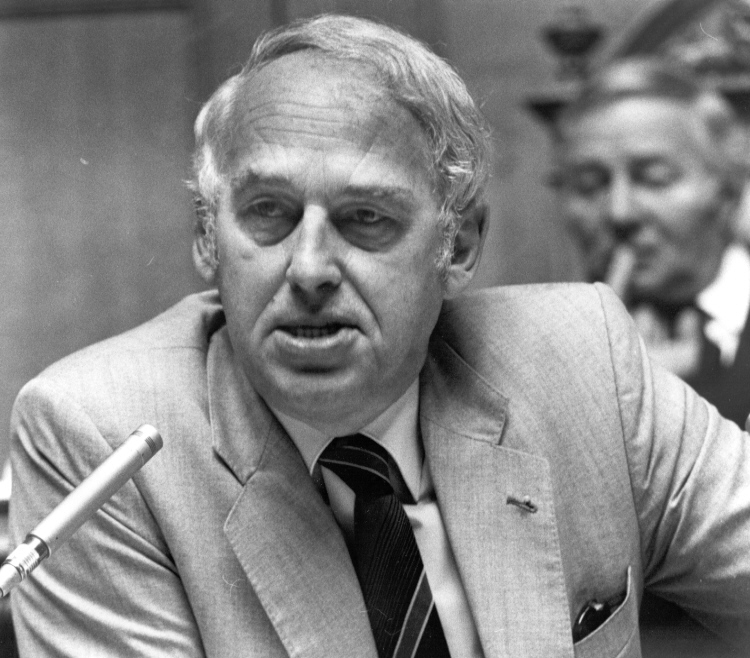
赫尔穆特·胡巴赫

赫尔穆特·胡巴赫（Helmut Hubacher，1926年4月15日—2020年8月19日）是瑞士政治家，瑞士社會民主黨成员。他曾是瑞士聯邦鐵路職工。1956年至1968年擔任巴塞爾城市州议员，1963年至1997年擔任國民院议员，1990年至1997年擔任瑞士社會民主黨主席。